# Finale Kupa prvaka 1980.
Finale Kupa prvaka 1980. je bilo 25. po redu finale Kupa prvaka, koje je igrano 28. svibnja 1980. na stadionu Santiago Bernabéu u Madridu. U finalu su igrali engleski Nottingham Forest F.C. i njemački Hamburger SV. Engleska je momčad pobijedila rezultatom 1:0 i osvojila drugi uzastopni naslov prvaka Europe zaredom. Jedini pogodak na utakmici postigao je John Robertson u 21. minuti.

## Susret
| 28. svibnja 1980. |     |              |                                                                                     |
| Nottingham Forest | 1:0 | Hamburger SV | Santiago Bernabéu, Madrid Broj gledatelja: 50.000 Sudac: António Garrido (Portugal) |
| Robertson 21'     |     |              | Santiago Bernabéu, Madrid Broj gledatelja: 50.000 Sudac: António Garrido (Portugal) |

| Nottingham Forest | Hamburger SV |

| NOTTINGHAM FOREST: |    |                  |          |     |
|                    |    |                  |          |     |
| GK                 | 1  | Peter Shilton    |          |     |
| DF                 | 2  | Viv Anderson     |          |     |
| DF                 | 3  | Frank Gray       |          | 84' |
| DF                 | 4  | Larry Lloyd      |          |     |
| DF                 | 5  | Kenny Burns      | Opomenut |     |
| MF                 | 6  | Martin O'Neill   |          |     |
| MF                 | 7  | John McGovern    |          |     |
| MF                 | 8  | Ian Bowyer       |          |     |
| MF                 | 9  | Gary Mills       |          | 68' |
| FW                 | 10 | John Robertson   |          |     |
| FW                 | 11 | Garry Birtles    |          |     |
| Zamjene:           |    |                  |          |     |
| MF                 |    | Bryn Gunn        |          | 84' |
| MF                 |    | John O'Hare      |          | 68' |
| GK                 |    | Jimmy Montgomery |          |     |
| Trener:            |    |                  |          |     |
| Brian Clough       |    |                  |          |     |

| HSV:         |    |                   |          |     |
|              |    |                   |          |     |
| GK           | 1  | Rudolf Kargus     |          |     |
| DF           | 2  | Manfred Kaltz     |          |     |
| DF           | 3  | Peter Nogly       | Opomenut |     |
| DF           | 4  | Ivan Buljan       |          |     |
| DF           | 5  | Ditmar Jakobs     |          |     |
| MF           | 6  | Holger Hieronymus |          | 46' |
| MF           | 7  | Felix Magath      |          |     |
| MF           | 8  | Caspar Memering   |          |     |
| MF           | 9  | Kevin Keegan      |          |     |
| FW           | 10 | Willi Reimann     |          |     |
| FW           | 11 | Jürgen Milewski   |          |     |
| Zamjene:     |    |                   |          |     |
| MF           | 12 | Horst Hrubesch    |          | 46' |
| Trener:      |    |                   |          |     |
| Branko Zebec |    |                   |          |     |

## Vanjske poveznice
- Rezultati Kupa prvaka, RSSSF.com
- Sezona 1979./80., UEFA.com
- Povijest Lige prvaka: 1980.

| Finala Kupa prvaka i UEFA Lige prvaka | Finala Kupa prvaka i UEFA Lige prvaka |
| ------------------------------------- | --- |
|                                       | |
| Kup prvaka                            | 1956. • 1957. • 1958. • 1959. • 1960. • 1961. • 1962. • 1963. • 1964. • 1965. • 1966. • 1967. • 1968. • 1969. • 1970. • 1971. • 1972. • 1973. • 1974. • 1975. • 1976. • 1977. • 1978. • 1979. • 1980. • 1981. • 1982. • 1983. • 1984. • 1985. • 1986. • 1987. • 1988. • 1989. • 1990. • 1991. • 1992. |
|                                       | |
| Liga prvaka                           | 1993. • 1994. • 1995. • 1996. • 1997. • 1998. • 1999. • 2000. • 2001. • 2002. • 2003. • 2004. • 2005. • 2006. • 2007. • 2008. • 2009. • 2010. • 2011. • 2012. • 2013. • 2014. • 2015. • 2016. • 2017. • 2018. • 2019. • 2020. • 2021. • 2022. • 2023. • 2024.                                         |

| Finala Kupa prvaka i UEFA Lige prvaka | Finala Kupa prvaka i UEFA Lige prvaka |
| ------------------------------------- | --- |
|                                       | |
| Kup prvaka                            | 1956. • 1957. • 1958. • 1959. • 1960. • 1961. • 1962. • 1963. • 1964. • 1965. • 1966. • 1967. • 1968. • 1969. • 1970. • 1971. • 1972. • 1973. • 1974. • 1975. • 1976. • 1977. • 1978. • 1979. • 1980. • 1981. • 1982. • 1983. • 1984. • 1985. • 1986. • 1987. • 1988. • 1989. • 1990. • 1991. • 1992. |
|                                       | |
| Liga prvaka                           | 1993. • 1994. • 1995. • 1996. • 1997. • 1998. • 1999. • 2000. • 2001. • 2002. • 2003. • 2004. • 2005. • 2006. • 2007. • 2008. • 2009. • 2010. • 2011. • 2012. • 2013. • 2014. • 2015. • 2016. • 2017. • 2018. • 2019. • 2020. • 2021. • 2022. • 2023. • 2024.                                         |